# Patosfa
Patosfa là một thị trấn thuộc hạt Somogy, Hungary. Thị trấn này có diện tích 15,07 km², dân số năm 2010 là 259 người, mật độ 17 người/km².